# Батарейка AAA

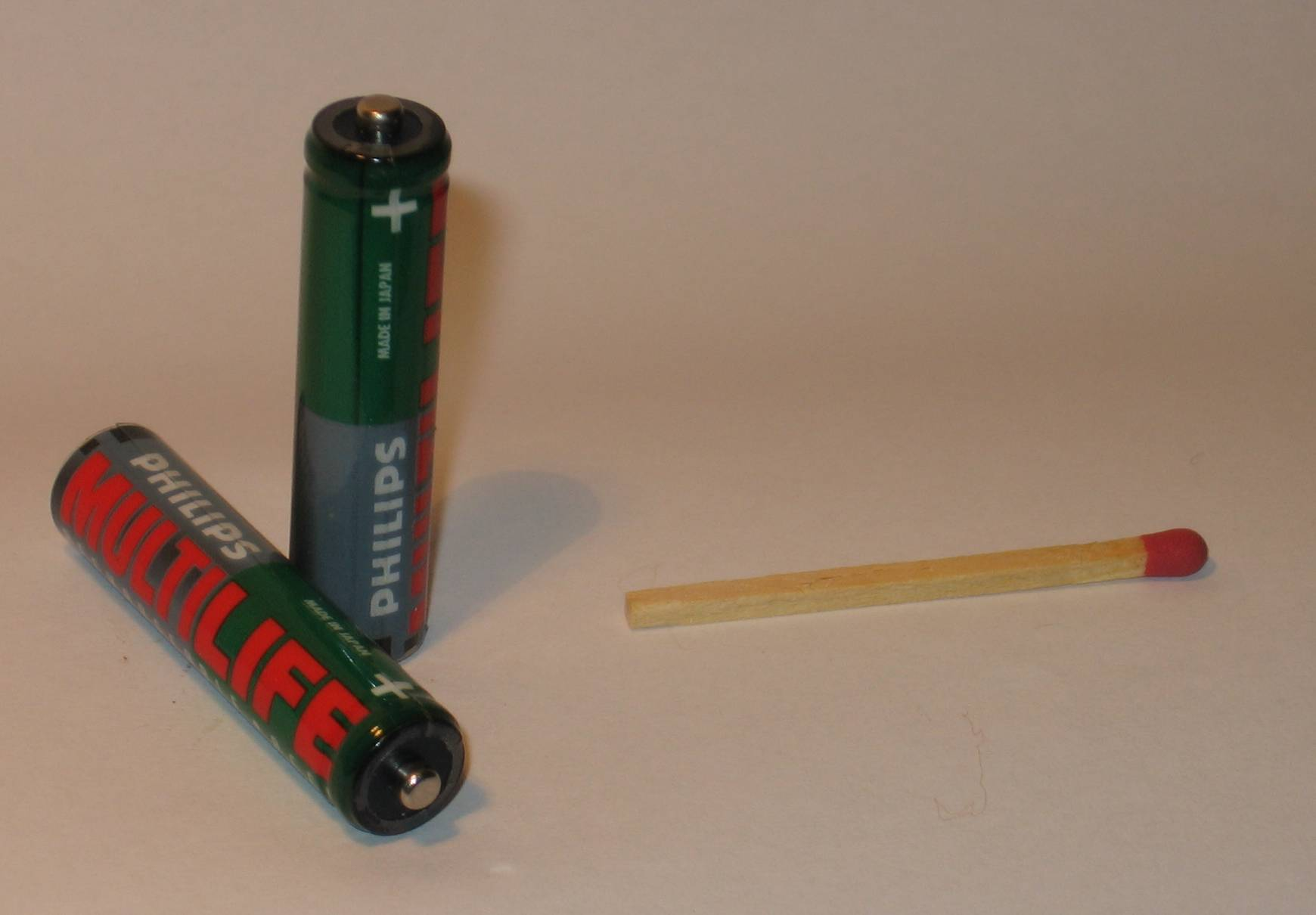
Батарейки AAA

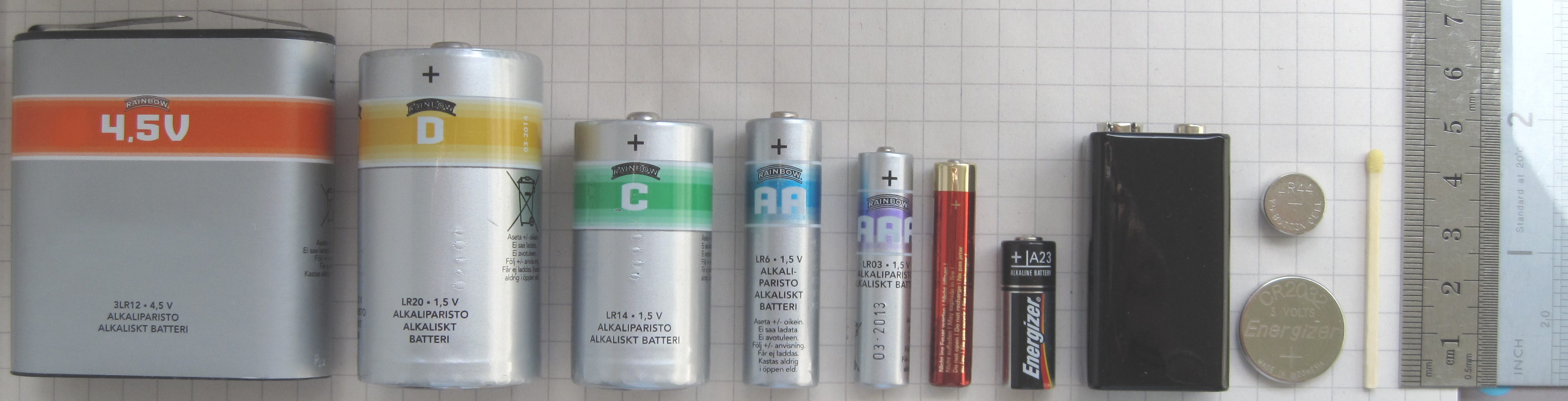
Батарейка AAA в порівнянні з іншими типами (5-а зліва).

Запит «ААА» перенаправляється сюди; див. також інші значення
AAA (також: R03, 286, Micro, у просторіччі «мізинчикові») — типорозмір батарейок і акумуляторів. У розмовній мові часто називаються «мізинчикові» або «міні-пальчикові».
Схожі характеристики мають батарейки, позначені як: R03, LR03 (IEC), 24A (ANSI/NEDA), MN2400, AM4, UM4, HP16 і micro.
|                           | Сольова | Лужні          | Li-FeS2  | NiCd          | NiMH           |
| ------------------------- | ------- | -------------- | -------- | ------------- | -------------- |
| назва стандарту IEC       | R03     | LR03           | FR03     | KR03          | HR03           |
| назва стандарту ANSI/NEDA | 24D     | 24а            | 24LF     |               |                |
| Ємність                   | 540 mAh | 250 — 1200 mAh | 1200 mAh | 300 — 500 mAh | 600 — 1250 mAh |
| Номінальна Напруга        | 1.50    | 1.50           | 1.50     | 1.25          | 1.25 в         |

Такий тип батарей зазвичай використовується у різних електронних пристроях невеликого розміру, наприклад у пультах дистанційного керування телевізором, портативних цифрових аудіоплеєрів, фотоапаратах, різних бездротових пристроях. А також в інших місцях, де невелика кількість місця, і немає потреби у великій потужності струму.

## Технічні характеристики
- Довжина — 44,6 мм, діаметр — 10,5 мм, маса зазвичай близько 12 грамів.
- Напруга — 1,5 В у батарейок (сольових і лужних) і 1,2 В у нікель-металогідридних (Ni-MH) акумуляторів.
- Типова ємність сольовий батарейки — 500 мА·год, лужної батарейки — 1250 мА·год. Типова ємність акумулятора цього стандарту — 300—1250 мА·год